# Rezolucja Rady Bezpieczeństwa ONZ nr 1677

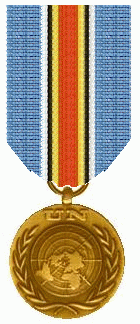
Medal misji UNOTIL.

Rezolucja Rady Bezpieczeństwa ONZ nr 1677 została uchwalona 12 maja 2006 podczas 5436. posiedzenia Rady.
Rezolucja przedłużała mandat Biura ONZ w Timorze Wschodnim (UNOTIL) do 20 czerwca 2006 i jednocześnie nakazywała sekretarzowi generalnemu przygotowanie raportu na temat dalszej roli ONZ w tym kraju. Miał on zostać przedłożony do 6 czerwca 2006. 

## Kontekst przyjęcia
Rezolucja została przyjęta wskutek wznowienia zamieszek pod koniec kwietnia w Timorze Wschodnim. Ostatecznie mandat misji UNOTIL wygasł w sierpniu 2006 roku, co zbiegło się w czasie z poważnym kryzysem politycznym w państwie timorskim. W celu stabilizacji, wszystkie działania ONZ w Timorze Wschodnim zintegrowano w misji UNMIT. 